# Zhoudian
Zhoudian (kinesiska: 粥店街道, 粥店) är en socken i Kina. Den ligger i provinsen Shandong, i den östra delen av landet, omkring 52 kilometer söder om provinshuvudstaden Jinan. Antalet invånare är 100 684. Befolkningen består av 50 231 kvinnor och 50 453 män. Barn under 15 år utgör 13,0 %, vuxna 15-64 år 80 %, och äldre över 65 år 5,0 %.
Genomsnittlig årsnederbörd är 845 millimeter. Den regnigaste månaden är juli, med i genomsnitt 304 mm nederbörd, och den torraste är januari, med 8 mm nederbörd.